# Auxilio
Auxilio es una película de terror argentina-colombiana de 2023 dirigida por Tamae Garateguy. Narra la historia de una joven rebelde que desata situaciones sobrenaturales en un convento de monjas donde fue enviada como castigo por no seguir los mandatos familiares. Está protagonizada por Cumelén Sanz, Marcela Benjumea y Gerardo Romano. La película se estrenó mundialmente el 1 de julio de 2023 durante el Festival Internacional de Cine Fantástico de Bucheon, mientras que su estreno en las salas de cines de Argentina fue el 19 de octubre de 2023.

## Sinopsis
La historia está ambienta en el año 1931 y sigue a Emilia, una joven rebelde que es hija de un militar que no quiere casarse, por lo que es enviada a un convento de monjas como castigo. Allí, comenzará a experimentar sucesos paranormales que según el cura son resultado de los pecados que las chicas han cometido.

## Elenco
- Cumelén Sanz como Emilia
- Marcela Benjumea como Madre superiora
- Gerardo Romano como Padre Eduardo
- Paula Carruega como Rebeca
- Camila Toker como Hermana Teresa
- Martina Garello como Hermana Rita
- Eva Dans como Adela
- Germán Baudino como Papá de Emilia
- Anahí Martella como Marta
- Verónica Intile como Magdalena
- Lorena Damonte como Norma
- Gabriela Valenti como Mamá de Emilia
- Carina Conti como Carmen
- Patricia Castro como Irina
- Jazmín Rodríguez como Monja enfermera 1
- Celina Demarchi como Monja enfermera 2
- Néstor Sánchez Sotelo como General Agüero

## Recepción

### Comentarios de la crítica
La película recibió críticas medianamente positivas por parte de la prensa. Diego Brodersen de Página 12 resaltó que «no es posible tomarse el film demasiado en serio, pero como experiencia extrema y ruidosa tiene varios placeres –culpables y de los otros– para ofrecer». Alejandro Lingenti de La Nación destacó la fotografía y el sonido de la cinta, como así también las escenas que «apuntan a sostener una tensión que nunca afloja», aunque cuestionó que «el film pierde eficacia con algunos esquematismos del guion». Ezequiel Boetti de Otros cines manifestó que «l resultado es un film por momentos un poco tosco en su construcción narrativa, pero que tiene la misma fuerza y (pre)potencia que esas mujeres oprimidas dispuestas a todo con tal de conseguir la libertad».
En una reseña para Cine argentino hoy, Matías Frega escribió que «la historia presenta algunos tintes que resultan típicos del género, pero son trabajados de forma muy hábil, logrando que el film tenga vuelo propio y no caiga en algo ya visto reiteradas veces». Emiliano Basile de Escribiendo cine comentó que «Auxilio logra cierta espectacularidad en la recreación de imágenes pregnantes» y «todo está puesto en un grado extremo en la pantalla».

### Premios y nominaciones
| Lista de premios y nominaciones | Lista de premios y nominaciones             | Lista de premios y nominaciones    | Lista de premios y nominaciones | Lista de premios y nominaciones | Lista de premios y nominaciones |
| Año                             | Organización                                | Categoría                          | Nominado/a(s)                   | Resultado                       | Ref(s)                          |
| ------------------------------- | ------------------------------------------- | ---------------------------------- | ------------------------------- | ------------------------------- | ------------------------------- |
| 2023                            | Festival de Cine de Sitges                  | Premio Blood Window                | Auxilio                         | Nominado                        | [ 11 ]                          |
| 2023                            | Festival Internacional de Cine de Grimmfest | Mención honorable                  | Tamae Garateguy                 | Ganadora                        | [ 12 ]                          |
| 2023                            | Festival Internacional de Cine de Curtas    | Mejor directora                    | Tamae Garateguy                 | Ganadora                        | [ 13 ]                          |
| 2023                            | Festival de Cine de Terror de Bogotá        | Mejor largometraje latinoamericano | Auxilio                         | Ganador                         | [ 14 ]                          |
| 2023                            | Festival de Cine de Terror de Bogotá        | Mejor actriz latinoamericana       | Marcela Benjumea                | Ganadora                        | [ 15 ]                          |